# Tom Vu
Tuan (Tom) Vu is een Amerikaanse voormalig investeerder in onroerende zaken en voormalig tv-presentator van Vietnamese komaf. Tegenwoordig is hij professioneel pokerspeler.
Aan het begin van de jaren negentig verwierf hij bekendheid door zijn nachtelijke verschijning op tv waarin hij in verscheidene reclamefilmpjes zijn negentig minuten durende cursus ('seminar') promootte. Daarin zette hij uiteen hoe men zonder problemen geld zou kunnen verdienen. Zijn reclames bevatten vaak mooie auto's, boten en aantrekkelijke vrouwen. Hij stelde zichzelf voor als een succesvolle immigrant die dit alles te danken zou hebben aan zijn kennis van geld. Ook de kijkers zouden dit succes deelachtig kunnen worden mits zij zich voor zijn cursus zouden willen aanmelden.
Vu sprak gebrekkig Engels met een sterk accent. Het waren dit accent en zijn vele uitspraken die hem bekend deden worden.
(Mogelijk) vanwege oplichting zat hij een tijd in de gevangenis. Tegenwoordig woont Vu in Las Vegas waar hij zich bezighoudt met pokeren, waarmee hij tot en met juni 2014 meer dan $1.800.000,- won in pokertoernooien.